# HMS Argonaut (61)
Pour les autres navires du même nom, voir HMS Argonaut.
Le HMS Argonaut est un croiseur léger de classe Dido en service dans la Royal Navy pendant la Seconde Guerre mondiale.

## Historique
En octobre et novembre 1942, l'Argonaut prend part à l'opération Torch, les débarquements alliés en Afrique du Nord. Le croiseur faisait partie de la force H basée à Gibraltar, chargée notamment de surveiller les débarquements contre une éventuelle attaque des forces navales françaises vichystes ou italiennes. L'Argonaut effectua de nombreuses missions de diversion en Méditerranée.
En décembre 1942, l'Argonaut rejoint la force Q nouvellement formée, avec pour mission d'intercepter les convois germano-italiens sur la côte tunisienne.
Le 1er décembre, l'Argonaut et les autres navires de la force Q prirent part à la bataille du banc de Skerki, attaquant et détruisant en grande partie un convoi italien.

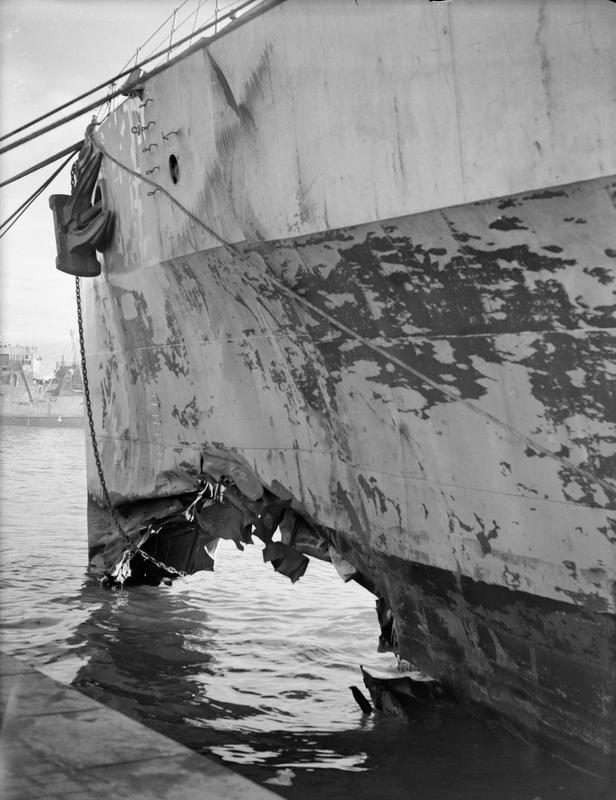
Coque de lArgonaut après avoir subi une attaque à la torpille.

Le 14 décembre 1942, l'Argonaut est lourdement endommagé par le sous-marin italien Lazzaro Mocenigo. Bien qu'ayant perdu trois membres d'équipage, les dommages sont tels que les autorités allemandes crurent à tort que l'Argonaut avait été coulé. Le navire fut remorqué et réparé temporairement à Alger. Il partit ensuite pour les États-Unis où il fut réparé jusqu'en novembre 1943.
Lorsque l'Argonaut retourne au Royaume-Uni, il est équipé de nouveaux radars 293 et 277, participant aux bombardements lors du débarquement de Normandie. Il soutient également l'invasion des Alliés dans le sud de la France (opération Dragoon).
Par la suite, le navire patrouilla en mer Égée où il coula quelques petits navires ennemis, avant de faire route vers l'océan Indien pour rejoindre la flotte du Pacifique britannique en 1945. Après la guerre, il fut désarmé à son retour au pays en 1946 avant d'être mis au rebut en 1955.